# جیب (بادبان)

جیب (سمت چپ) و جنوا (سمت راست) در قایق‌های بادبانی

جیب که گاه «پیش‌بادبان» و «بادبان سینه» هم گفته شده است، بادبان مثلثی شکلی است که در جلوترین بخش قایق یا کشتی برافراشته می‌شود. در باد کم‌تر و در قایق‌های کوچک نوعی جیب بزرگ‌تر به کار می‌رود که ۱۲۰% تا ۱۵۰% بزرگ‌تر از جیب است و «جنوا» نامیده می‌شود.